# Ricardo Sá Pinto
Ricardo Manuel Andrade e Silva Sá Pinto (Porto, 10 de outubro de 1972) é um treinador e ex-futebolista português que atuava como atacante. Atualmente comanda o Esteghlal.

## Carreira como jogador

### Início
Começou a sua carreira no FC Porto na época 1984/1985, transferido na época 1987/1988 para o Salgueiros. Na época 1994/1995 foi comprado pelo Sporting.
Foi dos jogadores mais carismáticos dos Leões, e como tal é apelidado na família sportinguista de "Ricardo Coração de Leão", tanto pela sua entrega em campo como pelo seu retrospecto a serviço do clube verde e branco: conquistou três Supertaças, duas Taças de Portugal e um título da Primeira Liga.

### Real Sociedad
Em 1997 transferiu-se para a Real Sociedad, da Espanha, onde permaneceu até à temporada 1999–00, quando voltou para Portugal integrando o elenco do Sporting que seria campeão nacional.

### Standard de Liège
Após uma despedida do clube português, transferiu-se para o Standard de Liége, da Bélgica, utilizando na camisa o número 76, em homenagem à claque sportinguista Juventude Leonina que foi criada nesse mesmo ano de 1976.

### Aposentadoria
Acabou a carreira após um ano no Standard de Liége, no final da temporada 2006–07 no jogo All Stars'07 realizado pela fundação Luís Figo, onde marcou o seu último gol enquanto profissional. Após se aposentar, continuou sendo lembrado pelo seu faro de gol, espírito de equipe, garra, caráter e lealdade, superando ao longo da sua carreira difíceis obstáculos, como quatro operações aos joelhos, tendo conseguido, contra todas as perspectivas, voltar a jogar no mais alto nível e tornar-se então num dos jogadores mais queridos da família leonina. No total, Sá Pinto marcou 49 gols em duas passagens pelo Sporting.

### Seleção Nacional
Representou a Seleção Portuguesa e disputou duas Eurocopas (1996 e 2000). Participou também das Eliminatórias para a Copa do Mundo de 2002, mas não foi convocado para a competição devido a uma lesão no joelho. Disputou 45 partidas e marcou 10 gols pela Seleção Portuguesa. 

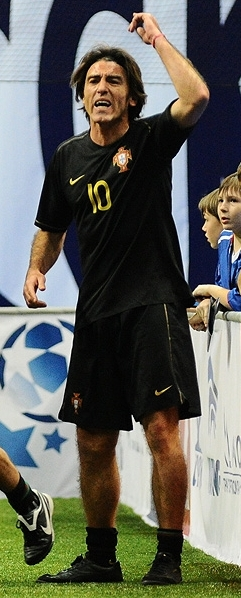
Sá Pinto atuando pela Seleção Nacional Portuguesa na Legends Cup de 2011.

## Carreira como treinador

### União de Leiria e Sporting
Em julho de 2010, iniciou como auxiliar técnico do União de Leiria. Um ano depois, aceitou o convite por parte da nova direção do Sporting e tornou-se treinador da equipe sub-19, acabando por ser campeão nacional na temporada 2011–12 em conjunto com Abel Ferreira.
No dia 13 de fevereiro de 2012, após a demissão de Domingos Paciência, assumiu o comando do time principal do Sporting. Levou a equipe às semifinais da Liga Europa, após ter eliminado o Manchester City nas quartas-de-final. Foi também finalista da Taça de Portugal nessa temporada.

### Al-Fateh
No dia 29 de maio de 2016, foi contratado pelo Al-Fateh, da Árabia Saudita. Deixou a equipe no dia 23 de setembro.

### Standard de Liège
No dia 1 de julho do mesmo ano foi apresentado no Standard de Liège. A equipe terminou em segundo lugar no Campeonato Belga, conquistou a Copa da Bélgica e qualificou-se para a Liga dos Campeões. Alcançou também o recorde de 19 jogos sem perder em casa. O treinador português foi considerado um dos melhores treinadores do ano na Bélgica em 2018.

### Legia Varsóvia
No dia 13 de agosto de 2018, assinou contrato com o Legia Varsóvia. Terminou a temporada como vice-campeão da liga polaca.

### Braga
No dia 3 de julho de 2019 foi contratado pelo Braga, assinando um contrato válido por duas temporadas. Foi responsável pela melhor participação da história da equipe na fase de grupos da Liga Europa, com 14 pontos conquistados, Bateu também o recorde de invencibilidade de equipes portuguesas nas competições europeias (13 jogos), além de uma grande campanha na fase de grupos da Taça da Liga, na qual o clube teve o melhor ataque. Na Primeira Liga entretanto, a equipe ocupava apenas a 10° posição, e o treinador acabou deixando o clube no dia 23 de dezembro.

### Vasco da Gama
Foi anunciado como novo técnico do Vasco da Gama no dia 14 de outubro de 2020. Foi demitido no dia 29 de dezembro, após uma derrota de 3 a 0 para o Athletico Paranaense, pelo Campeonato Brasileiro. Em 15 jogos de Sá Pinto à frente do Vasco, o clube teve um aproveitamento de 33,3% nos pontos disputados. Foram três vitórias, seis empates e seis derrotas.
Em uma entrevista concedida ao canal Expresso 1923, realizada em março de 2025, Sá Pinto relembrou sua passagem na equipe cruzmaltina em 2020. Ao analisar o elenco da época, o treinador chamou o Benitez de "vagabundo" e Leandro Castan de "morto" fisicamente. Atribuiu à pandemia de Covid-19, o excesso de jogos em três em três dias, os salários atrasados e à falta de reforços o seu insucesso no clube. Ainda na entrevista, o treinador justificou o porquê de ter usado a expressão "vagabundo", em sua explicação disse que em Portugal é comum chamar um jogador assim quando não se tem uma posição fixa dentro de campo. Ele ainda declarou que não é milagreiro, e comparou sua campanha com a de Vanderlei Luxemburgo(contratado após a sua saída), que não conseguiu salvar a equipe do rebaixamento, alegando que o Luxemburgo teve mais jogos, não teve problemas com a Covid-19, contratou jogadores, não tinha problema financeiro e jogava de oito em oito dias.

### Gaziantep
No dia 20 de janeiro de 2021, foi anunciado pelo Gaziantep, da Turquia.

### Moreirense
No dia 6 de janeiro de 2022, foi anunciado como novo treinador da equipe do Moreirense, de Portugal.

### Esteghlal
Em 21 de junho de 2022, Sá Pinto foi anunciado como treinador do Esteghlal, assinando um contrato de dois anos pelo clube iraniano. Ele venceu a Supertaça nacional em 2 de novembro, após vencer o F.C.  Nassaji Mazandaran 1–0, e dedicou a conquista às "mulheres e homens do país que estão a sofrer no Irão". Sá Pinto terminou em terceiro lugar do campeonato com o melhor ataque (52 golos marcados), e na última jornada carimbou a maior goleada da história do Esteghlal (7-1 ao Tractor). Alcançou ainda a final da Taça do Irão, sendo depois derrotado pelo rival Persepolis por 2-1. Foi eleito o treinador do ano no Irão através do voto popular. Acabou depois por sair do clube após problemas administrativos.

### APOEL
No dia 8 de junho de 2023 foi anunciado como o novo treinador do APOEL Nicósia, do Chipre, para a época 2023/24. Sá Pinto levou o APOEL à conquista do primeiro campeonato desde 2019, numa época em que liderou por 26 jornadas, terminando com o melhor ataque (63 golos marcados) e a defesa menos batida (24 golos sofridos). 

### Retorno ao Esteghlal
Em 23 de junho de 2025, foi anunciado o seu retorno ao clube iraniano. No clube, irá trabalhar com Seedorf, consultor do time de Teerã. Ricardo Sá Pinto chega ao Esteghlal em meio a uma escalada de violência na região. No mesmo dia de seu anúncio, o Irã atacou bases americanas no Iraque e Catar, dias após os Estados Unidos terem lançado uma ofensiva no país asiático. Mesmo com a tensão que vive o país, o treinador assume a responsabilidade de comandar a equipe.
Em sua apresentação, declarou "A paz vai regressar", mostrando esperança em que a vida normal voltará ao país.

## Títulos como jogador
Sporting
- Taça de Portugal: 1994–95 e 2001–02
- Supertaça Cândido de Oliveira: 1995, 2000 e 2002
- Primeira Liga: 2001–02

## Títulos como treinador
Sporting
- Primeira Liga (juniores): 2011–12

Standard de Liège
- Copa da Bélgica: 2017–18

Esteghlal
- Supercopa do Irã: 2022

APOEL
- Campeonato Cipriota de Futebol: 2023–24